# Parsęta
Parsęta [parsenta] (dříve německy Persante) je řeka v severozápadním Polsku, v Západopomořanském vojvodství. Pramení v Dravském pojezeří u vsi Parsęcko, po většinu toku teče severozápadním směrem, protéká městem Białogard, Karlinem, kde zprava přijímá svůj hlavní přítok Radew a v Kolobřehu ústí do Baltského moře. Z vodáckého hlediska je sjízdná v délce 140 km od mlýna Žarnowo k ústí a v celém úseku je klasifikována obtížností ZW.

## Vodní elektrárny
Na 53,0 km toku pod vsí Rościno je vystavěna malá vodní elektrárna o výkonu 418 kW zprovozněná v roce 1936 a rekonstruovaná roku 2014. Ve vsi Storkowo na 116,3 km toku se nachází malá vodní elektrárna o výkonu 20 kW.  Na kilometru 121 v Pustkowie je malá vodní elektrárna osazená francisovou turbinou o výkonu o výkonu 35 kW.